# Saint-Hilaire-de-Beauvoir
Saint-Hilaire-de-Beauvoir är en kommun i departementet Hérault i regionen Occitanien i södra Frankrike. Kommunen ligger i kantonen Castries som tillhör arrondissementet Montpellier. År 2022 hade Saint-Hilaire-de-Beauvoir 458 invånare.

## Befolkningsutveckling
Antalet invånare i kommunen Saint-Hilaire-de-Beauvoir
Referens:INSEE